# Classe Blonde
La classe Blonde consistette in una coppia di esploratori costruiti per la Royal Navy nel primo decennio del XX secolo. Al completamento, tra il 1910 e il 1911, le unità sevirono come conduttori di flottiglia nella First Fleet, fino al 1913, quando furono assegnati a squadre da battaglia. All'inizio della prima guerra mondiale, nell'agosto 1914, rimasero con le loro squadre anche quando la First Fleet fu incorporata alla Grand Fleet, anche se poi cambiarono squadre durante la guerra. La Blonde non partecipò alla battaglia dello Jutland, verso la metà del 1916, dove invece fu presente la gemella Blanche, che però non sparò alcun colpo. L'anno successivo furono convertite in posamine, ma solo la Blanche svolse attivamente questo ruolo. Le due navi vennero poste in riserva nel 1919 e vendute per la demolizione tra il 1920 e il 1921.

## Progetto e descrizione
Gli esploratori di questo tipo si rivelarono troppo lenti per condurre in battaglia i cacciatorpediniere o per difendere la flotta dagli attacchi dei cacciatorpediniere nemici, ma furono comunque utilizzati come conduttori di flottiglia. La classe Blonde fu essenzialmente una ripetizione della precedente classe Boadicea, anche se con un armamento più potente e meno combustibile a bordo. Le navi avevano un dislocamento di 3400 t, una lunghezza di 123,4 m, un baglio massimo di 12,6 mm e un'immersione a pieno carico di 4,7 m. Il sistema propulsivo consisteva in due set di turbine a vapore Parsons, ognuno collegato ad una coppia di eliche. Le turbine producevano una potenza indicata di 13000 kW utilizzando il vapore prodotto da 12 caldaie a tubi d'acqua tipo Yarrow, funzionanti sia a carbone che ad olio combustibile; la velocità massima delle navi era così di 24,5 nodi. Potevano trasportare un massimo di 790 t di carbone e 190 t di olio combustibile che portavano l'autonomia a 4100 miglia nautiche a 10 nodi. L'equipaggio consisteva in 314 tra ufficiali e marinai.
L'armamento principale della classe Blonde consisteva in dieci cannoni da 102 mm Mk VII. La coppia prodiera era montata su una piattaforma del castello di prua; sei erano montati a mezza nave, tre su ogni murata; i due pezzi rimanenti erano sulla linea di simmetria del cassero poppiero, uno dietro l'altro. I cannoni potevano lanciare i loro proietti ad una gittata massima di 10400 m. L'armamento secondario consisteva in quattro cannoni a fuoco rapido Vickers da 47 mm Mk I e due tubi lanciasiluri sommersi da 533 mm.
Essendo esploratori, le due navi erano protette solo leggermente, per massimizzarne la velocità. Avevano un ponte protetto curvo spesso tra i 25 e i 13 mm e la torre di comando era protetta da una corazzatura da 102 mm.

## Unità
| Nome        | Costruzione          | Impostazione    | Varo             | Completamento |
| ----------- | -------------------- | --------------- | ---------------- | ------------- |
| HMS Blonde  | Arsenale di Pembroke | 6 dicembre 1909 | 22 luglio 1910   | Maggio 1911   |
| HMS Blanche | Arsenale di Pembroke | 12 aprile 1909  | 25 novembre 1909 | Novembre 1910 |

## Servizio
Entrambe le unità iniziarono la carriera con flottiglie di cacciatorpediniere: la Blonde come nave dello stato maggiore della 7th Flotilla della Mediterranean Fleet e la Blanche con la 1st Destroyer Flotilla della First Fleet. Nel 1913 le gemelle furono trasferite rispettivamente al 4th e al 3rd Battle Squadron della First Fleet.
La Blonde rimase con il 4th Battle Squadron fino al 1916, anche se rimase per parecchi mesi distaccata. Il 1 aprile 1917 fu trasferita al 1st Battle Squadron e fu convertita a posamine, anche se non svolse mai questo ruolo. Similmente, la Blanche rimase al 3rd Battle Squadron fino al gennaio 1916, quando si unì alla gemella presso il when she joined 4th Battle Squadron. Partecipò alla battaglia dello Jutland, ma si trovò con la parte non ingaggiata della flotta e non ebbe mai l'opportunità di aprire il fuoco contro i tedeschi. All'inizio del 1917 fu distaccata dalla squadra per essere anch'essa trasformata in posamine. La Blanche fu riassegnata in aprile al 5th Battle Squadron e posò alcune mine nel Kattegat nel febbraio 1918.
La Blonde fu posta in riserva nel febbraio 1919 e fu assegnata alla Nore Reserve il 1 maggio, insieme alla gemella. Le due navi furono segnate nella lista di vendita del 18 marzo 1920 e la Blonde fu venduta per essere demolita il 6 maggio dello stesso anno. La Blanche fu invece venduta il 27 luglio 1921.